# Eldin Adilović
Eldin Adilović (* 8. Februar 1986 in Zenica) ist ein ehemaliger bosnisch-herzegowinischer Fußballspieler.

## Karriere

### Verein
Adilović begann mit dem Profifußball 2005 beim Erstligisten seiner Heimatstadt Zenica, bei NK Čelik Zenica. 2007 wechselte dann Adilović in die slowenische Liga zu Interblock Ljubljana. Nach einem halben Jahr verließ er Interblock und spielte für die slowenischen Vereine NK Ivančna Gorica und NK Nafta Lendava.
Im Sommer 2009 wechselte er aserbaidschane Premyer Liqası zu FK Mughan Salyan. Diesen Verein verließ er bereits nach einer Saison und heuerte beim ungarischen Verein Győri ETO FC.
Bei Győri blieb er nur eine halbe Spielzeit und kehrte danach zu seinem ersten Verein NK Čelik Zenica zurück. Im Sommer 2011 wechselte er dann innerhalb der Premijer Liga zu FK Željezničar Sarajevo. Bei diesem Verein wurde er zweimal in Folge Torschützenkönig der bosnischen Liga und mit seinem Verein zweimal bosnischer Fußballmeister.
In der letzten Woche der Sommertransferperiode 2013 wechselte er in die Türkei zum Zweitligisten Samsunspor. Hier wurde er auf Anhieb Stammspieler. In der Winterpause 2014/15 wechselte er zum Ligarivalen Şanlıurfaspor. Zur Saison 2015/16 zog er innerhalb der TFF 1. Lig zum Erstligaabsteiger Kayseri Erciyesspor weiter.
Zur Rückrunde der Saison 2016/17 wechselte er ein weiteres Mal zu Samsunspor und spielte hier bis zum Saisonende. Kurze Zeit später beendete er dann seine aktive Karriere.

### Nationalmannschaft
Adilović spielte 2007 viermal für die bosnisch U-21 Fußballnationalmannschaft. Im gleichen Jahr machte er auch sein Länderspieldebüt für die bosnisch Fußballnationalmannschaft.

## Erfolge
- Bosnisch-herzegowinischer Fußballmeister: 2011/12, 2012/13
- Bosnisch-herzegowinischer Fußballpokalsieger: 2011/12

## Auszeichnungen
- Torschützenkönig der Premijer Liga: 2011/12, 2012/13